# Antoine Van Tomme
Antoine Van Tomme – szermierz reprezentujący Belgię, uczestnik letnich igrzysk olimpijskich w Londynie w 1908 roku.